# جان آسن
جان آسن (انگلیسی: John Aasen؛ ‏ ۵ مارس ۱۸۹۰ – ۱ اوت ۱۹۳۸) بازیگر اهل ایالات متحده آمریکا بود.
وی به عنوان یکی از بلندقدترین بازیگران تاریخ شناخته می‌شود. قد وی تا زمانی که اندازه گرفته شده بود بیش از ۲۶۷ سانتی‌متر بود. ولی خود در زمان مرگش ادعا می‌کند که قدش ۲۷۹ سانتی‌متر شده بود، اگر قد او به‌طور رسمی اندازه گرفته می‌شد وی بلندقامت‌ترین فرد جهان بود.

## بخشی از فیلمشناسی
از فیلم‌ها یا برنامه‌های تلویزیونی که وی در آن نقش داشته‌است می‌توان به آثار زیر اشاره کرد.
- نگرانی چرا؟ (۱۹۲۳)
- ماشین قراضه پادشاه به سلامت (۱۹۲۶)
- آیا مردان متأهل باید به خانه بروند؟ (۱۹۲۸)
- دو جوان شعله‌ور